# Торпедо-ЗИЛ
«Торпе́до-ЗИЛ» — российский футбольный клуб из Москвы, существовавший в 2005—2011 годах.

## История

Старый логотип клуба

В 2003 году после переименования выступавшего в Премьер-лиге футбольного клуба «Торпедо-ЗИЛ» в «Торпедо-Металлург» была образована составленная в основном из рабочих завода «ЗиЛ» команда «Торпедо-ЗИЛ», стартовавшая в зоне «Москва» первенства КФК. В следующем году эта команда продолжила выступления в московской зоне любительского первенства под названием СК «Торпедо». Также в 2004 году в этом турнире принимала участие команда «Смена-РГ» (РГ — «Российская газета»).
Футбольный клуб «Торпедо-РГ» был основан в 2005 году в результате сотрудничества руководств «Российской газеты» и завода «ЗиЛ» путём объединения команд СК «Торпедо» и «Смена-РГ». Новообразованная команда заняла первое место в зоне «Центр-Москва» Любительской футбольной лиги сезона 2005 года, что позволило ей в 2006 году выступить в зоне «Запад» Второго дивизиона.
В 2006—2008 годах команда выступала во Втором дивизионе под названием «Торпедо-РГ». Домашние матчи проводила на стадионах «Заря» в Краснознаменске, «Октябрь» и «Крылья Советов» в Москве.
В феврале 2009 года на базе «Торпедо-РГ» был образован футбольный клуб «Торпедо-ЗИЛ». Главным акционером клуба стал один из давних поклонников «автозаводцев» известный российский бизнесмен Александр Мамут, а спонсором команды выступила подконтрольная ему структура — спортивный интернет-портал «Чемпионат.ру». Также акционерами клуба стали А. В. Тукманов, В. Н. Филатов, издание «Российская газета» и ЗАО «ЗИЛ Ай Пи», являющееся одной из дочерних компаний ОАО «Завод имени И. А. Лихачева». 19 марта 2009 на официальном сайте ПФЛ было опубликовано сообщение совета лиги о переименовании ФК «Торпедо-РГ» в ФК «Торпедо-ЗИЛ» (в рамках процедуры аттестации клуба на предстоящий сезон), а также об исключении из состава членов ассоциации футбольного клуба «Торпедо» Москва ввиду планировавшегося объединения в единую команду, однако соглашение между клубами в последний момент сорвалось. Московское «Торпедо» в итоге сезон-2009 провело в Любительской футбольной лиге (а в 2010 году играло в зоне «Центр» Второго дивизиона), а «Торпедо-ЗИЛ» продолжил выступать в зоне «Запад». В любительской футбольной лиге также выступала команда СК «Торпедо», которая стала фарм-клубом «Торпедо-ЗИЛ». Кроме того, в структуру клуба вошла детско-юношеская школа спортивного клуба «Торпедо».
В 2010 году клуб занял 2-е место в западной зоне Второго дивизиона и в межсезонье претендовал на место в Первом дивизионе ввиду образовавшейся вакансии вследствие перехода в Премьер-лигу ФК «Краснодар» (заменил потерявшего профессиональный статус раменский «Сатурн»). Клуб выразил готовность принять участие в соревнованиях ФНЛ в случае возникновения необходимости приглашения туда представителей второго дивизиона. Однако на отправленное официальное письмо в адрес президента РФС Сергея Фурсенко ответа получено не было, а РФС рекомендовал Футбольной национальной лиге включить воронежский «Факел» в состав участников первого дивизиона. В итоге предпочтение было отдано занявшему 4-е место в зоне «Центр» «Факелу».
1 февраля 2011 года «Торпедо-ЗИЛ» прекратил своё существование. На следующий день на имя президента РФС поступило письмо, подписанное президентом клуба Виталием Чернышевым, в котором сообщалось, что «Торпедо-ЗИЛ» отказывается от участия в первенстве России по футболу в сезоне 2011/12 годов.

## Цвета клуба и стадионы
Цвета клуба — зелёный, белый, чёрный. В рамках декларируемых задач по объединению двух торпедовских клубов и сохранения исторических традиций логотип клуба в 2009 году стал включать «классическую шестерёнку». В период спонсорства со стороны «Российской газеты» на футболках (на передней части) располагалась надпись «Российская газета», а в период спонсорства со стороны интернет-портала «Чемпионат.ру» — надпись «Чемпионат.ру».
В ноябре 2010 года на основании решения Палаты по патентным спорам Роспатента «Торпедо-ЗИЛ» запретили использовать букву «Т» в эмблеме клуба (в полном объёме было удовлетворено требование ФК «Торпедо Москва» об отмене незаконной регистрации товарного знака в виде буквы «Т» от 28 апреля 2010 года, зарегистрированного на ФК «Торпедо-ЗИЛ»).
Команда играла на стадионе имени Эдуарда Стрельцова (главным образом — на запасном поле), стадионе «Октябрь», краснознаменском стадионе «Заря».

## Главные тренеры
- 2005—2006 — Владимир Кобзев
- 2007 (по июнь) — Игорь Симутенков
- 2007 (с июня) — Александр Дозморов
- 2008 (по июль) — Сергей Бойко
- 2008 (с июля) — Александр Ирхин
- 2009 (по июнь) — Александр Башмаков
- 2009 (с июня) — Андрей Малай (и.о.)
- 2010 — Андрей Канчельскис

## Результаты выступлений

### Предшественники
| Сезон | Лига                | Лига                       | Название         | Место    | И  | В  | Н | П  | М     | О  | Кубок ЛФК (Москва)                          | Примечания                    |
| ----- | ------------------- | -------------------------- | ---------------- | -------- | -- | -- | - | -- | ----- | -- | ------------------------------------------- | ----------------------------- |
| 2003  | Первенство КФК/ ЛФЛ | МРО «Центр», зона «Москва» | СК «Торпедо-ЗИЛ» | 4 из 19  | 36 | 21 | 8 | 7  | 87-35 | 71 |                                             |                               |
| 2004  | Первенство КФК/ ЛФЛ | зона «Москва»              | СК «Торпедо»     | 5 из 15  | 28 | 15 | 4 | 9  | 52-36 | 49 | Финал. СК «Торпедо» — «Смена-РГ» — 1:2, 0:0 | Объединение в ФК «Торпедо-РГ» |
| 2004  | Первенство КФК/ ЛФЛ | зона «Москва»              | «Смена-РГ»       | 11 из 15 | 28 | 9  | 5 | 14 | 41-50 | 32 | Финал. СК «Торпедо» — «Смена-РГ» — 1:2, 0:0 | Объединение в ФК «Торпедо-РГ» |

### С 2005 года
| Сезон | Лига                          | Лига                          | Название      | Место    | И  | В  | Н | П  | М     | О  | Кубок России | Примечания                        | Примечания                        |
| ----- | ----------------------------- | ----------------------------- | ------------- | -------- | -- | -- | - | -- | ----- | -- | ------------ | --------------------------------- | --------------------------------- |
| 2005  | ЛФЛ                           | зона «Москва», дивизион «А»   | «Торпедо-РГ»  | 1 из 13  | 24 | 17 | 4 | 3  | 64-24 | 55 | —            | финал Кубка Москвы (ЛФК)          | Выход во Второй дивизион          |
| 2005  | ЛФЛ                           | финальный турнир              | «Торпедо-РГ»  | 6 из 9   | 4  | 1  | 0 | 3  | 2-19  | 52 | —            | финал Кубка Москвы (ЛФК)          | Выход во Второй дивизион          |
| 2006  | Второй дивизион, зона «Запад» | Второй дивизион, зона «Запад» | «Торпедо-РГ»  | 7 из 18  | 34 | 16 | 4 | 14 | 43-39 | 52 | 1/256        |                                   |                                   |
| 2007  | Второй дивизион, зона «Запад» | Второй дивизион, зона «Запад» | «Торпедо-РГ»  | 9 из 16  | 30 | 10 | 8 | 12 | 36-41 | 38 | 1/128        |                                   |                                   |
| 2008  | Второй дивизион, зона «Запад» | Второй дивизион, зона «Запад» | «Торпедо-РГ»  | 14 из 19 | 36 | 10 | 9 | 17 | 41-47 | 39 | 1/256        |                                   |                                   |
| 2009  | Второй дивизион, зона «Запад» | Второй дивизион, зона «Запад» | «Торпедо-ЗИЛ» | 14 из 19 | 36 | 11 | 9 | 16 | 35-43 | 42 | 1/32         | В ЛФЛ — СК «Торпедо» (фарм-клуб)* | В ЛФЛ — СК «Торпедо» (фарм-клуб)* |
| 2010  | Второй дивизион, зона «Запад» | Второй дивизион, зона «Запад» | «Торпедо-ЗИЛ» | 2 из 17  | 32 | 19 | 7 | 6  | 58-30 | 64 | 1/128        |                                   |                                   |

* Занял 10-е место из 17 в дивизионе «А» зоны «Москва». Годом ранее под названием «Торнадо» играл в дивизионе «Б» (3-е место из 16), а также принял участие в Кубке России среди ЛФК по зоне «Москва» (дошёл до четвертьфинала).